# Лианозовская школа
Лиано́зовская шко́ла, Лиано́зовская группа — неофициальное творческое объединение поставангардистов, существовавшее в СССР с конца 1950-х до середины 1970-х годов. Собрания, художественные выставки и поэтические чтения проходили близ железнодорожной станции Лианозово.

## История
Группа поэтов и художников андеграунда собиралась в квартирке барачного дома в посёлке Севводстрой, располагавшемся вблизи железнодорожной станции Лианозово Савёловской железной дороги. По названию станции эта неформальная творческая группа надзорными органами была названа лианозовской (одна из работ О. Рабина так и называется: «Ст. Лианозово. Бар. № 2, кв. 2»). В разных вариациях изображение этого барака встречается многократно в работах О. Рабина.
В группу входили поэты Генрих Сапгир, Игорь Холин, Ян Сатуновский, Всеволод Некрасов и художники Оскар Рабин, Николай Вечтомов, Лидия Мастеркова, Владимир Немухин, а также художник и поэт Лев Кропивницкий. Центральной фигурой был художник и поэт Евгений Леонидович Кропивницкий, а в конце 1960-х годов близок к группе был молодой поэт из Харькова Эдуард Лимонов. Барак № 2 посещали любители искусства андерграунда и иногда приобретали работы художников, тем самым оказывая им посильную материальную поддержку.

## Общие принципы
Группу принято относить к поставангардизму, с его экспериментом и взрывом канонов. Поэты уходят от претензии на абсолютность личности, свойственной авангарду начала XX века, снижают личностное начало и умаляют лирическое «я» автора, оставляя только взгляд, который с беспристрастностью видеокамеры запечатлевает окружающий мир.
 Дамба. Клумба. Облезлая липа.

 Дом барачного типа.

 Коридор. Восемнадцать квартир.

 На стенке лозунг: МИРУ — МИР!

 Во дворе Иванов

 морит клопов, —

 он — бухгалтер Гознака.

 У Макаровых пьянка.

 У Барановых драка.

 

 (Игорь Холин)
В своих стихах лианозовцы использовали язык подчёркнуто непоэтический, который можно было услышать в бараках, в магазине, на заводах — язык «маленького человека», вынужденного существовать на окраине жизни. В противовес советской поэзии, наполненной громким пафосом и призывами к борьбе с мещанством, группа ориентировалась на инфантильную, аскетическую поэзию — такова была оборотная сторона задекларированного построения коммунизма.
 Я поэт окраины

 И мещанских домиков

 Сколько, сколько тайного

 В этом малом томике:

 Тусклые окошечки

 С красными геранями,

 Дремлют Мурки-кошечки,

 Тани ходят с Ванями.

 (Евгений Кропивницкий)
Художники-лианозовцы опирались на традиции разных направлений авангардизма: абстракционизма, экспрессионизма, примитивизма и т. п.

## Члены группы
- Вечтомов, Николай
- Кропивницкая, Валентина Евгеньевна
- Кропивницкий, Евгений Леонидович
- Кропивницкий, Лев Евгеньевич
- Лимонов, Эдуард Вениаминович
- Мастеркова, Лидия Алексеевна
- Некрасов, Всеволод Николаевич
- Немухин, Владимир Николаевич
- Потапова, Ольга Ананьевна
- Рабин, Александр Оскарович
- Рабин, Оскар Яковлевич
- Сапгир, Генрих Вениаминович
- Сатуновский, Ян
- Холин, Игорь Сергеевич